# Velenje
Velenje (deutsch Wöllan) ist eine Stadt in Slowenien. Sie liegt in der historischen Landschaft Spodnja Štajerska (Untersteiermark) und gehört zur statistischen Region Savinjska.
Die Stadt ist Hauptort der Stadtgemeinde Velenje.

## Geographie

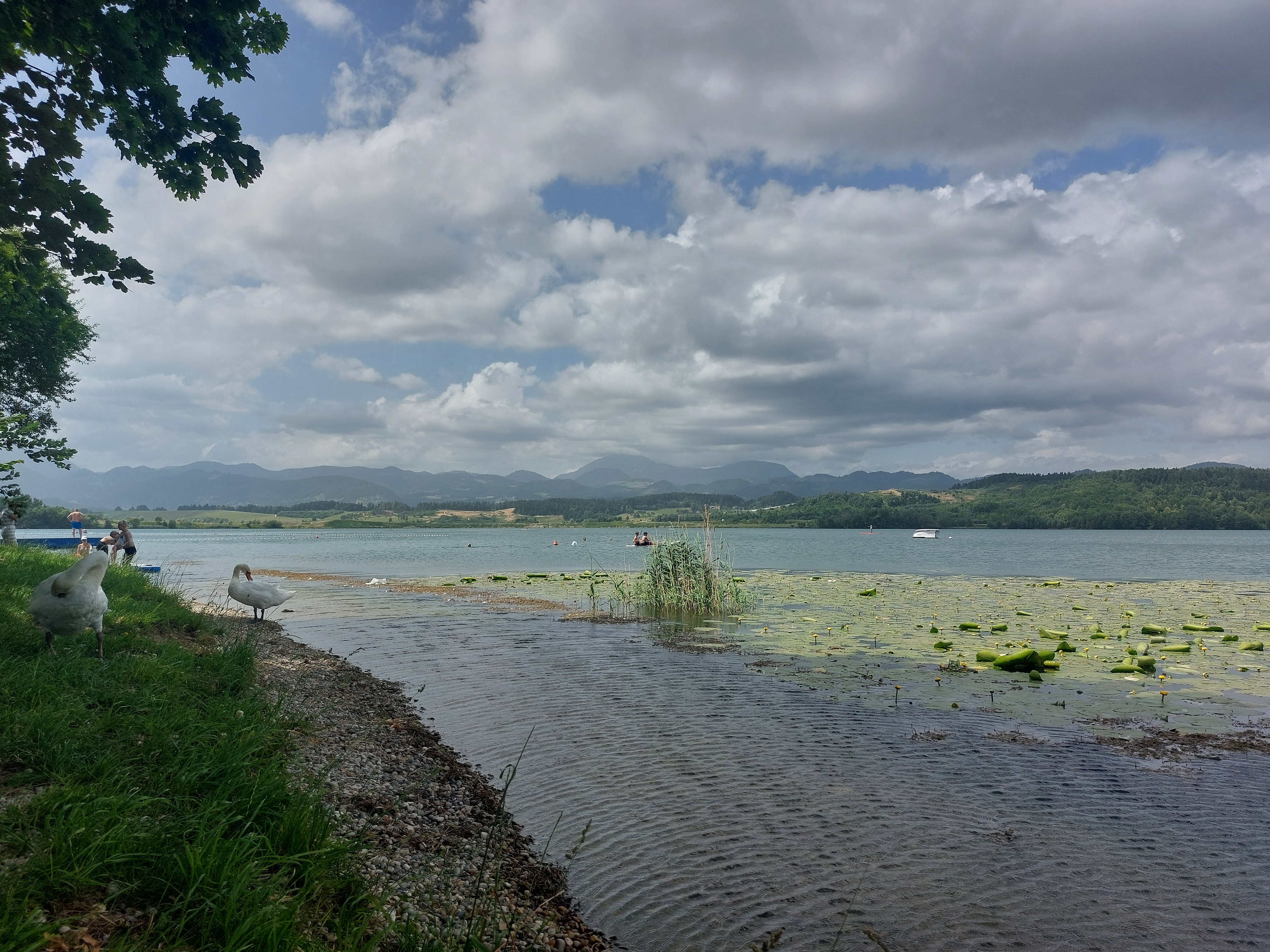
Der Velenje-See am westlichen Stadtrand ist ein beliebter Badesee. Er ist als Folge des Braunkohlebergbaus entstanden.

### Lage
Die Stadt Velenje liegt im Šalek-Tal (slow.: Šaleška dolina, benannt nach der Burg Šalek/Schallegg im Osten der Stadt), ein etwa acht km langes und zwei km breites Talbecken, welches vom Fluss Paka (Pack) durchflossen wird. Es befindet sich somit an der Schnittstelle mehrerer Gebirgsgruppen, wie den Mozirske planine (deutsch etwa: Prassberger Alm) im Norden oder dem Ložničko gričevje (etwa: Hügelland von Loschnitzen) im Süden.
Die Landeshauptstadt Ljubljana befindet sich rund 60 km südwestlich der Stadt.

### Stadtgliederung
Die Stadtgemeinde Velenje gliedert sich in drei Stadtviertel (slow.: Mestne četrti, Abkürzung: MČ) und 16 Ortsgemeinschaften (slow.: Krajevne skupnosti, Abkürzung: KS). Sie stellen die ausführende Gewalt der Kommune dar und sammeln Vorschläge aus der Bevölkerung:
| Stadtviertel (Mestne četrti): - MČ Desni breg - MČ Levi breg-vzhod - MČ Levi breg-zahod | Ortsgemeinschaften (Krajevne skupnosti): - KS Bevče - KS Cirkovce - KS Gorica - KS Kavče - KS Konovo - KS Paka pri Velenju - KS Pesje - KS Plešivec | - KS Podkraj - KS Stara vas - KS Staro Velenje - KS Šalek - KS Šentilj - KS Škale-Hrastovec - KS Šmartno - KS Vinska Gora |

Darüber hinaus ist die Gemeinde in 25 Ortschaften unterteilt, diese haben jedoch keine verwaltungsrechtliche Bedeutung. Die deutschen Exonyme in den Klammern wurden bis zum Abtreten des Gebietes an das Königreich der Serben, Kroaten und Slowenen im Jahr 1918 vorwiegend von der deutschsprachigen Bevölkerung verwendet und sind heutzutage größtenteils unüblich. (Einwohnerzahlen Stand 1. Januar 2017):
| - Arnače (Arnatsche, auch Arnholz), 290 - Bevče (Weutsch), 379 - Črnova (Tscherne, auch Schwarzenstein), 405 - Hrastovec (Eichberg), 345 - Janškovo selo (Selle), 179 - Kavče (Kautsche), 512 - Laze (Laase), 425 - Lipje (Lipie, auch Linden), 426 - Lopatnik, (Lappernigk) 53 | - Lopatnik pri Velenju (Lopnigk), 68 - Ložnica (Loschnitzen), 192 - Paka pri Velenju (Pack), 444 - Paški Kozjak (Kossiak), 263 - Pirešica (Perchsitz), 149 - Plešivec (Pleschwitz), 415 - Podgorje (Podgoriach bei Wöllan), 180 - Podkraj pri Velenju (Unteregg), 975 | - Prelska (Prälska, auch Preiles), 240 - Silova (Zeilau), 193 - Šenbric (Sankt Britz), 161 - Škale (Skalis, auch Sankt Wolfgang im Schalltal), 872 - Škalske Cirkovce (Zirkowitz), 168 - Šmartinske Cirkovce (Zirkowitz), 80 - Velenje (Wöllan), 24.923 - Vinska Gora (Sankt Johann am Weinberge), 381 |

### Nachbargemeinden
| Šoštanj | Slovenj Gradec                              | Mislinja |
| Šoštanj | Kompassrose, die auf Nachbargemeinden zeigt | Dobrna   |
| Polzela | Žalec                                       | Žalec    |

## Geschichte
Staro Velenje (der Teil am Fuß der Burg) wird erstmals 1264 urkundlich und 1374 als Marktflecken erwähnt und war ein Mittelpunkt von Handwerk und Handel. Nach dem Zweiten Weltkrieg wurde Novo Velenje, eine moderne Industrie- und Bergbaustadt, gebaut.
1981 wurde die Stadt in Titovo Velenje umbenannt, 1991 wurde der Stadt aber kurz vor der Unabhängigkeit Sloweniens wieder der alte Name gegeben.
Velenje hat seit 1970 Esslingen am Neckar als deutsche Partnerstadt.
Im Stadtgebiet wurde ein Massengrab aus dem Zweiten Weltkrieg gefunden.

## Kultur und Sehenswürdigkeiten

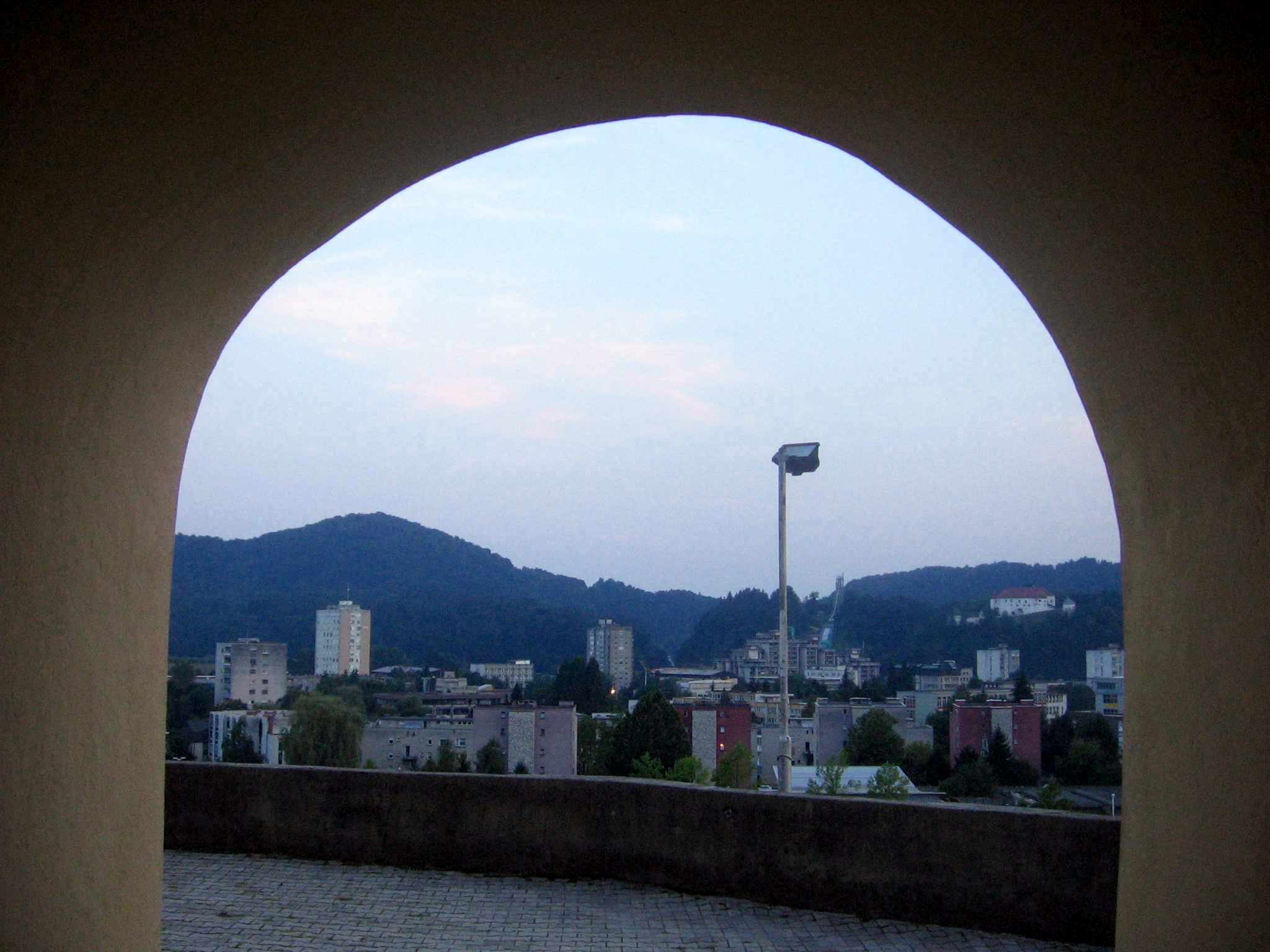
Stadtansicht von Velenje

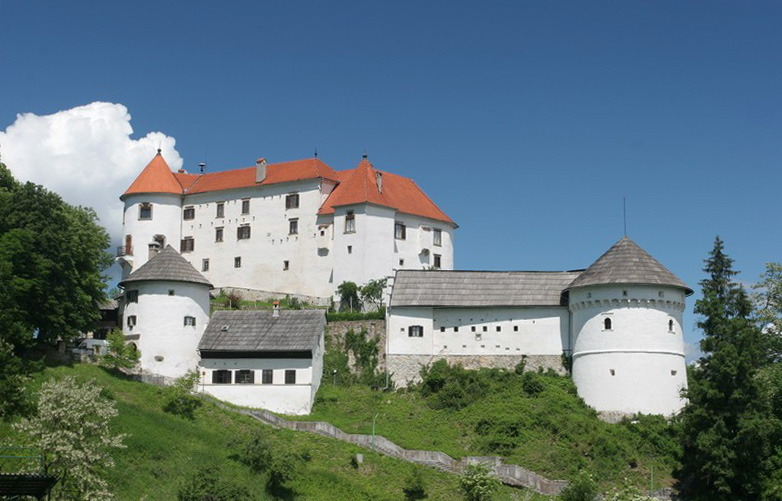
Burg Velenje

### Theater und Kultureinrichtungen
- Kulturhaus
- Stadtbibliothek
- Jugendzentrum

### Museen
- slowenisches Bergbaumuseum: Schaubergwerk und Bergbaumuseum mit multimedialer Darstellung der Entwicklungsgeschichte des Braunkohlenbergbaus im Salek-Tal (slowenisch Muzej premogovništva Slovenije)[6]
- Museum Velenje (Burg): afrikanische Kunstsammlung von František Foit; Sammlung barocker Kunst; rekonstruierter alter Gemischtwarenladen; Sammlung der Überreste eines Urweltelefanten; Sammlung slowenischer Kunst des 20. Jahrhunderts; Ausstellung zur Stadtentwicklung[7]
- privates Feuerwehrmuseum

### Musik
- gemischter Chor des Schulzentrums Velenje
- international bekannte Kapelle des Kohlebergwerks
- Orgelsaal der Musikschule
- Inmate, Melodic Death Metalband

### Bauwerke

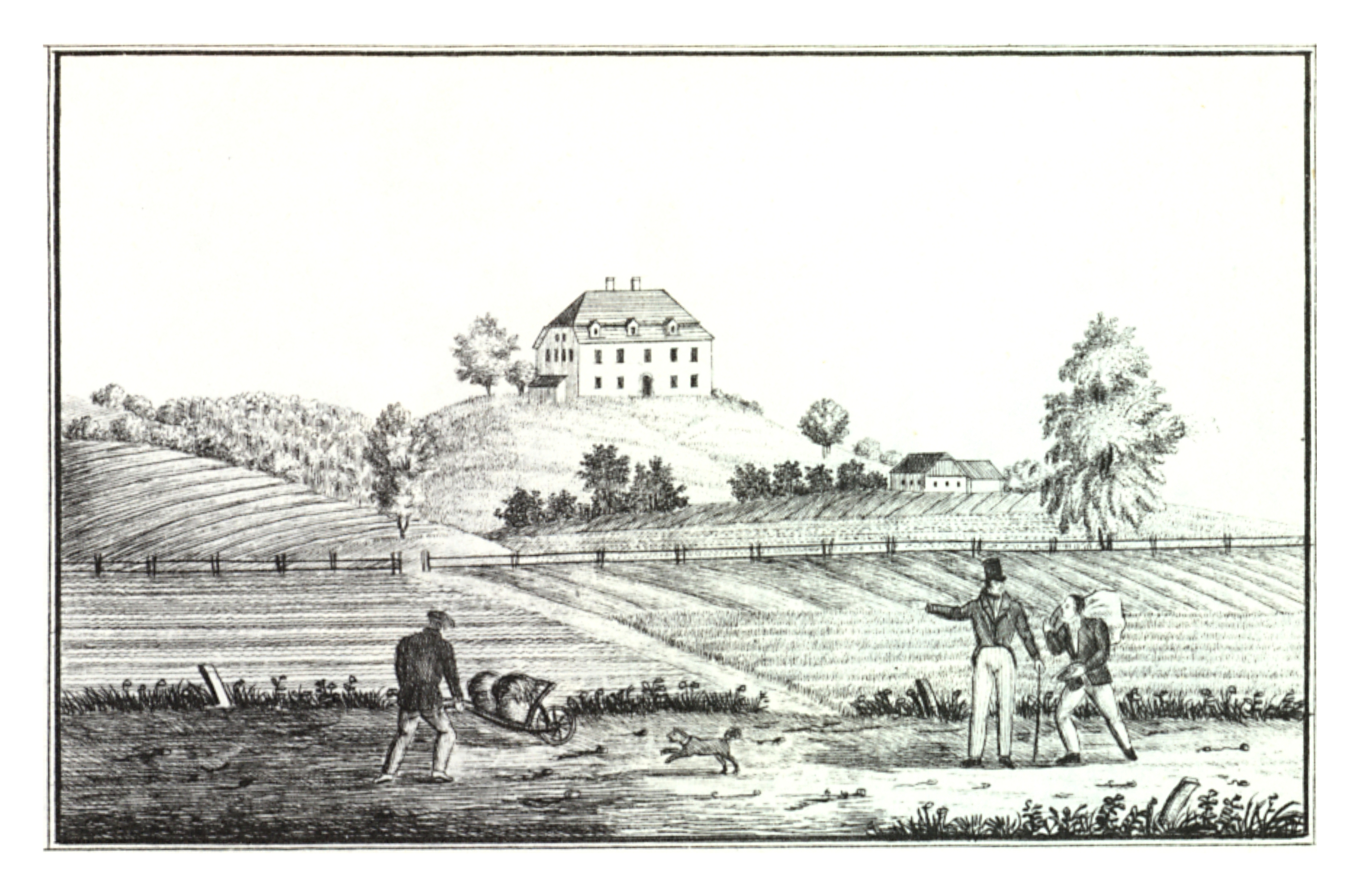
Schloss Eckenstein im Cillier Kreis um 1820, Lith. Anstalt J.F. Kaiser

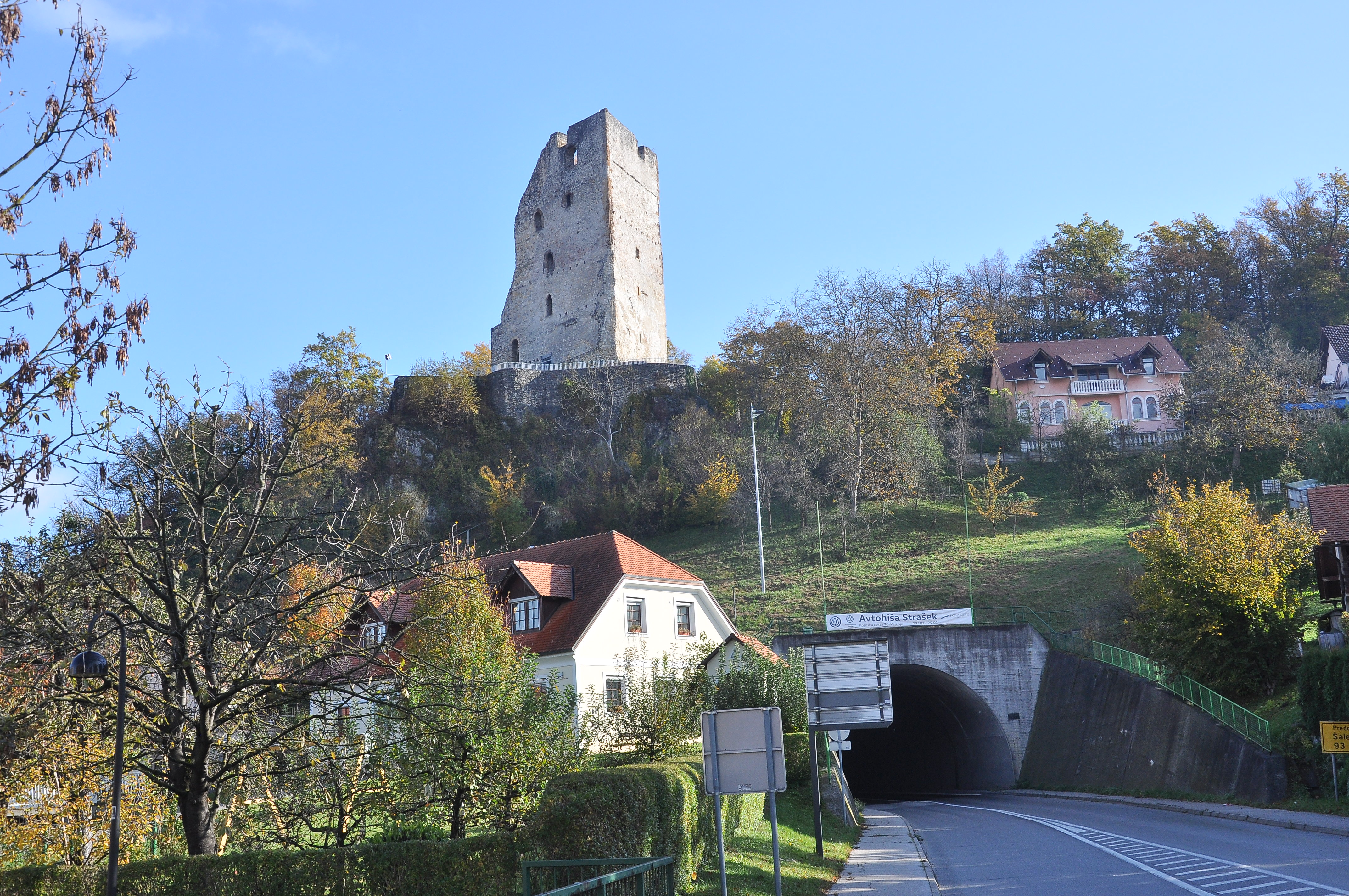
Ruine der Burg Schallegg über dem Tunnel durch den Burgberg

Die Entwicklung und Stadtbildung Velenjes setzte in weiten Teilen erst nach 1950 ein. Dadurch verfügt die Stadt, obwohl bereits 1264 als Marktort erwähnt, über keinen mittelalterlichen Altstadtkern. Einzig die Burg und einige wenige Gebäude am alten Markt erinnern an diese frühe Zeit. Das Stadtbild wird heute von in den letzten 50 Jahren entstandenen Bauten moderner Architektur, aus der vor allem die öffentlichen Gebäude (Rathaus, Bibliothek, Kulturhaus, Volkshochschule) herausragen, großen Grünflächen und großzügiger Straßenführung bestimmt.
- Burg Velenje: fünfeckiger Grundriss mit geschlossenem Schlosshof, im 13. Jahrhundert errichtet, im 16. Jahrhundert Umgestaltung zum Renaissancepalast, gilt heute als die am besten erhaltene Anlage unter den Burgen im Salek-Tal
- Villa Herberstein: repräsentative Vorortvilla aus dem 19. Jahrhundert mit reich verzierten Profilholzdecken (Pension mit Restaurant)
- Ruine der Burg Schallegg.

### Parks
- Landschaftspark Skale: vielfältiger, infolge der Kohleförderung entstandener Lebensraum, u. a. für über 120 Vogelarten

### Sport
Velenje verfügt nicht zuletzt aufgrund des jungen Altersdurchschnitts der Bevölkerung über vielfältige Sport- und Freizeitangebote. Dabei stellt das Fremdenverkehrs- und Erholungszentrum „Am See“ den Kern der Freizeitinfrastruktur dar. Es befindet sich am Ufer des bergbaubedingt entstandenen Velenje-Sees und stellt auch im internationalen Vergleich ein gelungenes Beispiel für die Rekultivierung und Revitalisierung ehemaliger Abbauflächen dar.
- Tourismus- und Erholungszentrum „Am See“: Reitzentrum (30 ha) mit Wettkampfplatz; Fußball- und Leichtathletikstadion; Tenniszentrum mit zwei Indoor- und acht Outdoor-Spielplätzen, Fitnessstudio; Wassersportzentrum mit Badestellen, Beach-Volleyball-Spielplätzen, Fußballplatz, Minigolfanlage, Tischtennis
- Sport- und Erholungszentrum „Rote Halle“: Freiluft- und Hallenbad; Mehrzweckhalle mit 1300 Zuschauerplätzen
- Schwimmbad und Schwimmhalle (25 × 12 m) mit Sauna
- Winter- und Sommerskisprungzentrum mit fünf Schanzen (bis zu 94 m lang)

Velenje war Veranstaltungsort der Crosslauf-Europameisterschaften 1999 und der Crosslauf-Europameisterschaften 2011.
Im Sunny Park gibt es im Winter eine Eishalle (Drsališče Velenje), in der unter anderem Curling und Eishockey gespielt wird.

### Regelmäßige Veranstaltungen
Unter den zahlreichen regelmäßig durchgeführten Veranstaltungen ragt das seit 1990 begangene Pippi-Langstrumpf-Festival hervor. Es hat sich in den vergangenen Jahren zum größten internationalen Kinderfestival Sloweniens entwickelt.
- Februar: Parade des Humors mit bekannten Komikern aus ganz Slowenien
- Mai: Blumenmarkt
- Mai: Kulturtag der Jugend in der Burg Velenje
- Juni: internationaler Leichtathletikwettbewerb
- Juni: Revue der Skispringer (Nachtwettkampf) / Ski Jumping Challenge
- Juni: Autorennen durch Velenje und Umgebung
- Juli: Tag der Bergarbeiter mit Bergparade
- Juli: Sommerkulturveranstaltungen
- Juli: Nacht am See (größte Musik- und Unterhaltungsshow im Salek-Tal)
- September: Pippi-Langstrumpf-Festival (einwöchiges Kinderfestival)
- Dezember: Weihnachts- und Neujahrsmarkt

## Wirtschaft und Infrastruktur

### Ansässige Unternehmen
- Bisol d.o.o.: Mono- und polykristalline Solarmodule, 40 % der Beschäftigten sind körperbehindert
- Gorenje: Zentrale sowie produzierendes Werk für die Hisense Europe Electronic zur Herstellung und Verkauf von Haushaltsgeräten
- Premogovnik Velenje, d.d.: Bergbauunternehmen, 1966 Beschäftigte (2005), Lignitabbau[8][9]

### Verkehr
Velenje ist durch die Bahnstrecke Celje–Velenje, einer Verlängerung der heute teils stillgelegten slowenischen Lavanttalbahn von Dravograd (Unterdrauburg), mit der nächstgrößeren Stadt Celje verbunden.

### Bildung
- Schulzentrum Velenje: eines der größten Ausbildungszentren Sloweniens; vier Berufsschulen; ein Gymnasium; eine Fachoberschule; ein zwischenbetriebliches Ausbildungszentrum; derzeit von ca. 3800 Schülern, Studenten und Erwachsenen genutzt
- Volkshochschule
- Musikschule „Fran Korun Koželski“

## Söhne und Töchter der Stadt
- Jožef Krajnc (1821–1875, geboren im Stadtteil Škale), Jurist, Philosoph und Politiker
- Vinko Ježovnik (1856–1910), Realitätenbesitzer und Abgeordneter zum Österreichischen Abgeordnetenhaus
- Karel Verstovšek (1871–1923), Professor und Abgeordneter zum Österreichischen Abgeordnetenhaus
- Luis Murschetz (* 1936), Kinderbuchautor
- Mirko Rakuš (* 1955), Radrennfahrer
- Jure Pukl (* 1977), Jazzmusiker
- Bernard Vajdič (* 1980), Skirennläufer
- Klemen Lavrič (* 1981), Fußballspieler
- Sanel Šehić (* 1984), Fußballspieler
- Natalija Golob (* 1986), Fußballspielerin
- Gašper Berlot (* 1990), Nordischer Kombinierer
- Ana Golob (* 1990), Fußballspielerin
- Nejc Pačnik (* 1990), Akkordeon-Weltmeister
- Tina Marolt (* 1996), Fußballnationalspielerin

## Belege
1. ↑  Siedlungen in Velenje (Savinjska, Slowenien) - Einwohnerzahlen, Grafiken, Karte, Lage, Wetter und Web-Informationen. Abgerufen am 22. Juli 2023.
2. ↑  Stadtviertel und Ortsgemeinschaften von Velenje (slowenisch)
3. ↑  Spezialkarte der Österreichisch-ungarischen Monarchie 1:75.000 - Prassberg a. d. Sann 5454. (1915)
4. ↑  Tabellen zur Bevölkerung des Statistischen Amtes der Republik Slowenien (slowenisch)
5. ↑  History of the city. Abgerufen am 25. Juli 2023 (britisches Englisch).
6. ↑   siehe Homepage des Museums (englisch)
7. ↑   siehe Homepage des Museums (slowenisch), auch deutsch und englische Fassung
8. ↑  News – The Velenje mining method. Abgerufen am 14. April 2015.
9. ↑  Slovenia. Abgerufen am 14. April 2014.